# Angelika Schaser
Angelika Schaser (* 1956 in München) ist eine deutsche Historikerin.
Angelika Schaser studierte Geschichte, Geographie und Bibliothekswissenschaft in München und Berlin. Im Jahr 1985 wurde sie wissenschaftliche Mitarbeiterin bei Ilja Mieck am Friedrich-Meinecke-Institut der FU Berlin. Zwei Jahre später wurde sie an der FU Berlin promoviert mit der Arbeit Josephinische Reformen und sozialer Wandel in Siebenbürgen. Ihr Doktorvater war Mathias Bernath. Das Thema wurde von Harald Zimmermann angeregt. Im Jahre 1999 habilitierte sie sich an der FU Berlin mit der Arbeit Helene Lange und Gertrud Bäumer. Eine politische Lebensgemeinschaft. Für diese Arbeit erhielt sie 2000 den Wolf-Erich-Kellner-Preis. Nach der Habilitation war sie Oberassistentin am Friedrich-Meinecke-Institut.
Von 2001 bis zu ihrem Ruhestand 2023 lehrte Schaser als Nachfolgerin von Bernd Jürgen Wendt als Professorin für Neuere Geschichte an der Universität Hamburg. Zu Schasers Schwerpunkten in Forschung und Lehre gehören die Religion und Gesellschaft im 19. Jahrhundert, das Deutsche Kaiserreich und die Weimarer Republik, die Geschichte der Historiographie, Selbstzeugnisse der Frühen Neuzeit und der Moderne als Quellen der Geschichtswissenschaft sowie die Geschichte der deutschen Frauenbewegung (1865–1933). Die Universität Hamburg entwickelte sich durch Schaser zu einem anerkannten Zentrum für Frauen- und Geschlechterforschung. Von 2004 bis 2010 war Schaser Mitglied der an der FU Berlin angesiedelten DFG-Forschergruppe „Selbstzeugnisse in transkultureller Perspektive“; sie hat dabei zahlreiche Workshops und Tagungen veranstaltet und Aufsätze veröffentlicht.
Schaser war Mitglied des Beirats der Stiftung Bundespräsident-Theodor-Heuss-Haus und Mitglied des dortigen Editionsbeirats der Stuttgarter Ausgabe (seit 2003), Mitglied des Wissenschaftlichen Beirats der Stiftung Forschungsstelle für Zeitgeschichte in Hamburg (seit 2010) und Vertrauensdozentin der Studienstiftung des Deutschen Volkes (seit 2006). Von 2007 bis 2019 war sie Vorstandsmitglied des Arbeitskreises Historische Frauen- und Geschlechterforschung und war Vorsitzende von November 2007 bis März 2011. Schaser war bis 2014 Mitglied im Kuratorium der Wolf-Erich-Kellner-Gedächtnisstiftung.
Von Oktober 2006 bis September 2007 war sie Geschäftsführende Direktorin des Historischen Seminars. In dieser Funktion geriet Schaser in der „Hamburger Maulkorb-Affäre“ öffentlich unter Druck. Schaser hatte die Absage eines bezahlten Lehrauftrages schriftlich damit begründet, dass die Betroffene sich kurz zuvor im WDR über die Situation von Lehrbeauftragten kritisch geäußert habe.

## Schriften (Auswahl)
Monografien
- mit Gesine Carl: Anders werden? Konversionserzählungen vom 17. Jahrhundert bis zum Ersten Weltkrieg. Unter Mitarbeit von Christine Schatz. Winkler, Bochum 2016, ISBN 978-3-89911-255-9.
- Der Arbeitskreis Historische Frauen- und Geschlechterforschung 1990 bis 2015. Wissenschaftliche Professionalisierung im Netzwerk. Hamburg 2015, ISBN 978-3-00-050354-2.
- Helene Lange und Gertrud Bäumer. Eine politische Lebensgemeinschaft (= L’Homme-Schriften. Reihe zur feministischen Geschichtswissenschaft. Bd. 6). 2., durchgesehene und aktualisierte Auflage. Böhlau, Köln 2010 u. a. ISBN 978-3-412-09100-2 (Zugleich: Berlin, Freie Universität, Habilitations-Schrift, 1999).
- Frauenbewegung in Deutschland: 1848–1933. WBG, Darmstadt 2006, ISBN 3-534-15210-7.
- Josephinische Reformen und sozialer Wandel in Siebenbürgen. Die Bedeutung des Konzivilitätsreskriptes für Hermannstadt (= Quellen und Studien zur Geschichte des östlichen Europa. Bd. 29). Steiner, Stuttgart 1989, ISBN 3-515-05069-8 (Zugleich: Berlin, FU, Dissertation, 1986).

Herausgeberschaften
- mit Sylvia Schraut, Petra Steymans-Kurz: Erinnern, vergessen, umdeuten? Europäische Frauenbewegungen im 19. und 20. Jahrhundert (= Geschichte und Geschlechter. Bd. 73). Campus Verlag, Frankfurt am Main 2019, ISBN 978-3-593-51033-0.
- mit Claudia Ulbrich, Hans Medick: Selbstzeugnis und Person. Transkulturelle Perspektiven (= Selbstzeugnisse der Neuzeit. Bd. 20). Böhlau, Köln 2012, ISBN 978-3-412-20853-0 (Rezension).
- mit Stefanie Schüler-Springorum: Liberalismus und Emanzipation. In- und Exklusionsprozesse im Kaiserreich und in der Weimarer Republik (= Wissenschaftliche Reihe. Bd. 10). Steiner, Stuttgart 2010, ISBN 978-3-515-09319-4 (Rezension).